# Graeme Miller
Graeme John Miller (20 november 1960) is een Nieuw-Zeelands voormalig wielrenner. Hij nam deel aan de Olympische Zomerspelen van 1984, 1988 and 1992. Zijn beste resultaat was een achtste plaats op de wegwedstrijd tijdens de Spelen van 1988 in Seoul.
In 1990 won hij tweemaal goud tijden de Commonwealth Games, op de wegwedstrijd en in de tijdrit.. Tijdens de Commonwealth Games van 1998 was hij aanvoerder van de Nieuw-Zeelandse delegatie en droeg hij de vlag bij de openingsceremonie.

## Voornaamste resultaten
1987
 Nieuw-Zeelands kampioen op de weg, Elite
1993
4e etappe Herald Sun Tour
1995
11 etappe Herald Sun Tour
1997
Eindklassement Ronde van Southland
1998
Etappe 10b en 11 Herald Sun Tour
1999
6e etappe Tour Down Under
4e etappe Ronde van Japan
Eindklassement Ronde van Southland
2000
4e etappe Ronde van Japan
2001
2e etappe Ronde van Japan
Bouchard-Hall (tot 09/06)·
Danielson ·
Flynn ·
Fraser ·
Houck ·
Ibarra ·
Jankowiak ·
B. Jones ·
T. Jones ·
Lechuga (tot 31/03) ·
Miller ·
Moninger (tot 10/08) ·
Sayers ·
Sbeih ·
Stojanov ·
Swiggers ·
Vogels ·
Wherry ·
Wren ·
Zajicek ·
Zárate